# Lillsvarten
Lillsvarten är en ö i Finland. Den ligger i Bottenhavet och i kommunen Kaskö i den ekonomiska regionen  Sydösterbotten i landskapet Österbotten, i den västra delen av landet. Ön ligger omkring 87 kilometer söder om Vasa och omkring 320 kilometer nordväst om Helsingfors.
Öns area är 0,6 hektar och dess största längd är 170 meter i sydväst-nordöstlig riktning. Närmaste större samhälle är Kristinestad, 13,1 km sydost om Lillsvarten.